# Fever (film 2014)
Fever (Fieber) è un film del 2014 diretto da Elfi Mikesch.
La pellicola, presentata in anteprima nella sezione Panorama del Festival di Berlino 2014, mostra una donna matura che indaga e si interroga sul passato di suo padre e sul proprio. Così narra anche aspetti personali della regista e sceneggiatrice, Elfi Mikesch, fotografa di successo come la protagonista.

## Trama
Franziska è una fotografa austriaca di successo che ha finalmente deciso di recarsi a Novi Sad, città legata alla memoria del padre che vi visse per alcuni anni da giovane.
I ricordi della donna vanno insistentemente ai primi anni '50, quando il padre, tornato dalla sua esperienza di legionario riempiva le fantasie della bambina e del suo fratellino, con la forza di storie e soprattutto immagini esotiche, raccolte in un grande album fotografico. 
Questa ricerca del padre che va a scavare nel passato, non è priva di dolore. L'uomo tornò dall'Africa profondamente segnato dal punto di vista psicologico, e questo compromise notevolmente il suo rapporto con i familiari. Il fratellino subiva spesso punizioni corporali smisurate, mentre in lei riaffiora gradualmente ma in maniera sempre più chiara il ricordo di molestie, subite ogni volta che il padre aveva ricadute di febbri malariche. 
Molestie alle quali, a un certo punto, ebbe la forza di ribellarsi, con la madre che solo decenni più tardi aprì gli occhi chiedendole perdono per non aver fatto nulla.
La donna alla fine pare chiudere un percorso, con gioie, dolori, e ferite, inferte e autoinferte, con sullo sfondo l'orrore che tutte le guerre generano e che finisce per spargersi e replicarsi inesorabilmente.

## Produzione

### Riprese
Le riprese del film sono state effettuate tra Lussemburgo, Austria, Italia e Serbia.